# Bara (Bosanski Petrovac)
Bara (szerbül: Бара) szerb falu Bosznia-Hercegovinában, a Bosznia-hercegovinai Föderáció Una-Szanai kantonjában, Bosanski Petrovac községben.

## Fekvése
Bosznia-Hercegovina nyugati részén, Bihácstól légvonalban 52, közúton 57 km-re délkeletre, Bosanski Petrovac városközpontjának közvetlen közelében található, attól délkeletre, a Drinić felé vezető út mentén található. Ez az egyetlen falu Petrovac térségében, amely teljes egészében a síkságon fekszik, így nincs természetes határa. Házai négy csoportban vannak szétszórva: Gorinčani, Bara, Buna és Banjci. A faluban több forrás is található, amelyek többnyire nyáron kiszáradnak.

## Népessége
| Nemzetiségi csoport | Népesség 1991 | Népesség 2013 |
| ------------------- | ------------- | ------------- |
| Szerb               | 162           | 73            |
| Bosnyák             | 0             | 0             |
| Horvát              | 1             | 0             |
| Jugoszláv           | 1             | 0             |
| Egyéb               | 2             | 2             |
| Összesen            | 166           | 75            |

## Története
A rómaiak idejében itt haladt át egy út (az ún. Claudius útja). A falu közvetlen közelében két római mérföldkövet találtak, az egyiket Gorinčaniban LVI jelzéssel, a másikat Zden dolban, ami azonban mára eltűnt. A római út Salona felől ért a szomszédos Oštreljre, majd innen Barába ereszkedett. Itt volt egy nagy útkereszteződés, melynek az egyik az ága a Szana-völgybe, a második a Bihács melletti Una-völgybe, a harmadik pedig Krnjeušán keresztül Bosanska Krupa mellett ugyancsak az Una-völgybe vezetett. Barán, a Vojvodnjača-forrás közelében minden feltétel adott volt egy útiállomás létesítséhez. Ma már nincsenek itt látható római épületmaradványok, melynek oka az intenzív földművelés, amely Petrovac környékén volt a legnagyobb intenzítású. Azt, hogy itt római település volt, a nagy mennyiségű római fal- és tetőtégla, alapfalak és egyéb leletanyag is jól mutatja. A belőlük kitermelt nagyszámú római kori tégla miatt a Vojvodnjača forrása melletti mezőket Ciglanának nevezik. A mai Bosanski Petrovac város létrehozásával a Bara melletti kereszteződést csak az oszmán uralom idején helyezték át Petrova vrelába, és az Osječenica alá húzódó utat a Petrovaci-mező közepén vezették át.

## Fordítás
- Ez a szócikk részben vagy egészben  a   Bara (Bosanski Petrovac) című bosnyák Wikipédia-szócikk ezen változatának fordításán alapul.  Az eredeti cikk szerkesztőit annak laptörténete sorolja fel. Ez a jelzés csupán a megfogalmazás eredetét és a szerzői jogokat jelzi, nem szolgál a cikkben szereplő információk forrásmegjelöléseként.